# Купа на Лигата (Германия)
Вижте пояснителната страница за други значения на Купа на лигата.
Купата на Германската футболна лига (на немски: DFL-Ligapokal) е едноседмичен минитурнир, провеждан от 1997 преди началото на футболния сезон. От 2005 г. официалното име на турнира е Премиере Лигапокал (Premiere Ligapokal), а до 2004 – Купа на лигата на Германския футболен съюз (DFB-Ligapokal). Рекордьор по спечелени титли е Байерн Мюнхен – 6.
През сезон 1972/1973 еднократно е проведен турнир за Купата на лигата, като целта му е да се запълни времето, в което се провежда Олимпиадата в Мюнхен. Победител е Хамбургер.

## Формат
В турнира участват шест отбора – финиширалите на първо до пето място в Първа Бундеслига през изминалия сезон, както и носителят на купата. Ако носителят на купата е сред петте отбора, в турнира участва и отборът, заел шестото място. От 2007 г. на мястото на финиширалия на пето място отбор участие взима шампионът на Втора Бундеслига. Жълтите картони не се регистрират и нямат последици за следващите срещи. При равенство в редовното време се изпълняват дузпи. От 2007 мачовете са както следва:
- Предварителен кръг: (1) Вицешампионът срещу шампиона на Втора Бундеслига и (2) финиширалият на трето място срещу финиширалия на четвърто място.
- Полуфинали: Победителят от (1) срещу носителя на купата и победителят от (2) срещу шампиона. Ако носителят на купата е и шампион, неговото място заема вицешампионът.
- Финал

## История

### Турнирът през 1972/73
През сезон 1972/73 за първи път е проведен турнир за Купата на лигата. Причината е, че лятната пауза в шампионата е удължена до средата на септември заради провеждането на Олимпиадата в Мюнхен. В турнира участват 32 отбора, разделени в осем групи на регионален принцип. Срещите от групите на разменено гостуване се провеждат през лятната пауза. Класираните на първо място отбори преминават във фазата на директните елиминации, която се провежда паралелно с шампионата. Финалът е на 6 юни 1973, в него Хамбургер побеждава Борусия Мьонхенгладбах с 4:0.

## Предшественици на турнира
Предшественици на сегашния турнир са Суперкупата на Германия и Купа Фуджи. Суперкупата на Германия се връчва от 1987 на победителя в мач между шампиона и носителя на купата на Германия, провеждан преди началото на новия сезон. Купа Фуджи датира от 1986 и представлява неофициален подготвителен турнир, провеждан през лятната пауза в градчета в т.нар. „футболна провинция“. Купа Фуджи добива по-голяма популярност от Суперкупата на Германия и затова ГФС поставя условие, че шампионът и носителят на купата нямат право да участват в този турнир, за да не се стига до ситуация, в която двата отбора играят един срещу друг още преди мача за Суперкупата. От 1997 Суперкупата на Германия и Купа Фиджи са заменени от турнира за Купата на лигата.

## Купата
Купата, която се връчва от 1997 г. насам, представлява шестоъгълник, изобразяващ в стилизирана форма футболна топка. В центъра се намират шест планински кристала, които символизират шестте участващи отбора. Около тях се намират логото на Бундеслигата и имената и емблемите на отборите, спечелили трофея. Купата тежи 10 килограма.

## Стадиони
В началото мачовете се играят в градове, които имат отбори с богата история, но играят в трета или по-долна дивизия. Финалът се играе на стадион на отбор от Втора Бундеслига или на малък стадион на отбор от Първа Бундеслига. От 2005 двете срещи от предварителния кръг се състоят на LTU Arena в Дюселдорф, полуфиналите – на стадионите на шампиона и носителя на купата, а финала – на Централщадион в Лайпциг.

## Победителите
| Сезон | Шампион       | Финалист               | Резултат | Домакин на финала         |
| ----- | ------------- | ---------------------- | -------- | ------------------------- |
| 1973  | Хамбургер     | Борусия Мьонхенгладбах | 4:0      | Фолкспаркщадион, Хамбург  |
| 1997  | Байерн Мюнхен | Щутгарт                | 2:0      | БайАрена, Леверкузен      |
| 1998  | Байерн Мюнхен | Щутгарт                | 4:0      | БайАрена, Леверкузен      |
| 1999  | Байерн Мюнхен | Вердер Бремен          | 2:1      | БайАрена, Леверкузен      |
| 2000  | Байерн Мюнхен | Херта Берлин           | 5:1      | БайАрена, Леверкузен      |
| 2001  | Херта Берлин  | Шалке 04               | 4:1      | Карл Бенц Щадион, Манхайм |
| 2002  | Херта Берлин  | Шалке 04               | 4:1      | Рурщадион, Бохум          |
| 2003  | Хамбургер     | Борусия Дортмунд       | 4:2      | Брухвегщадион, Майнц      |
| 2004  | Байерн Мюнхен | Вердер Бремен          | 3:2      | Брухвегщадион, Майнц      |
| 2005  | Шалке 04      | Щутгарт                | 1:0      | Централщадион, Лайпциг    |
| 2006  | Вердер Бремен | Байерн Мюнхен          | 2:0      | Централщадион, Лайпциг    |
| 2007  | Байерн Мюнхен | Шалке 04               | 1:0      | Централщадион, Лайпциг    |